# Институт политических исследований (Париж)
Институт политических исследований (фр. Institut d'études politiques de Paris), часто именуемый Sciences Po — высшее учебное заведение, кузница политической и дипломатической элиты Франции.
Внимание в нём акцентируется не только на политических и экономических науках, но и на праве, коммуникации, финансах, предпринимательской деятельности, городской политике, управлении и журналистике.
Институт расположен неподалёку от Сены, между бульварами Сен-Жермен и Распай, в нескольких минутах ходьбы от большинства основных парижских достопримечательностей, таких как Нотр-Дам де Пари, Пантеон и Национальное собрание. Институт находится в особняках XVII и XVIII веков, расположенных в седьмом округе на левом берегу Сены.
В институте учится около 14 000 студентов, их называют «сьянсписты» (фр. sciencepistes).

## История
Название Sciences Po относится к трём отдельным, но взаимодополняющим институтам:
- Свободная школа политических наук, который был заменён в 1945 году на:
  - Национальный фонд политических наук (FNSP) — исследовательский центр;
  - Парижский институт политических исследований (IEP Paris) — здесь непосредственно проводится обучение студентов.

### 1872—1945

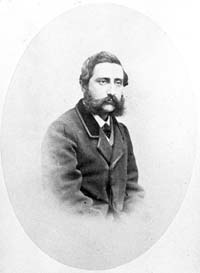
Основатель Sciences Po Эмиль Бутми

Sciences Po создана в феврале 1872 года как Вольная школа политических наук (École Libre des Sciences Politiques) группой французских интеллектуалов, политиков и бизнесменов; в их числе были Ипполит Тэн, Эрнест Ренан, Альбер Сорель, Анатоль Леруа-Больё, Поль Пьер Леруа-Больё, Франсуа Гизо, во главе с Эмилем Бутми. После поражения в войне в 1870 году, ухода Наполеона III, Парижской коммуны эти люди стремились реформировать систему подготовки французских политиков. Исходило это стремление из страха, что международный политический и экономический статус Франции пошёл на убыль из-за недостаточного обучения своего политического и дипломатического корпуса. Школа была призвана служить в качестве «питательной среды, где бы обучалась почти вся не инженерная элита государства».
Учебная программа отличалась особым гуманизмом и прагматизмом: для преподавания приглашались учёные, а также министры, высокопоставленные государственные служащие и бизнесмены. Были введены новые дисциплины, такие как международные отношения, международное право, политическая экономия и сравнительное правительство.
В августе 1894 года Британская ассоциация содействия развитию науки высказалась за необходимость способствовать изучению политики по линии Sciences Po. Сидней и Беатрис Уэбб использовали методику и учебные программы школы для создания Лондонской школы экономики и политических наук в 1895 году.

### 1945 — настоящее время
В соответствии с Постановлением № 45-2284, подписанным Шарлем де Голлем 9 октября 1945 года, на основе Sciences Po были созданы два института: Национальный фонд политических наук (FNSP) и Парижский институт политических исследований (IEP Paris). Обоим институтам французским правительством была поставлена задача обеспечить «прогресс и распространение политологии, экономики и социологии, как внутри, так и за пределами Франции.».
Название Sciences Po стало теперь применяться к обоим учреждениям, унаследовавшим репутацию своей материнской организации. Учебные программы и методология ELSP стали шаблоном для создания системы институтов политических исследований по всей Франции, а именно в Страсбурге, Лионе, Эксе, Бордо, Гренобле, Тулузе, а затем в Рене и Лилле. Их не следует путать с удаленными кампусами Sciences Po.
FNSP и далее стал укреплять свою роль центра научных публикаций благодаря значительным пожертвованиям от Фонда Рокфеллера. Репутацию его укрепляют такие периодические издания, как «Revue française de science politique, le Bulletin analytique de documentation, la Chronologie politique africaine» и «Cahiers de la Fondation», а также его семь научно-исследовательских центров и основное издательство «Presses de Sciences Po».

### Реформы

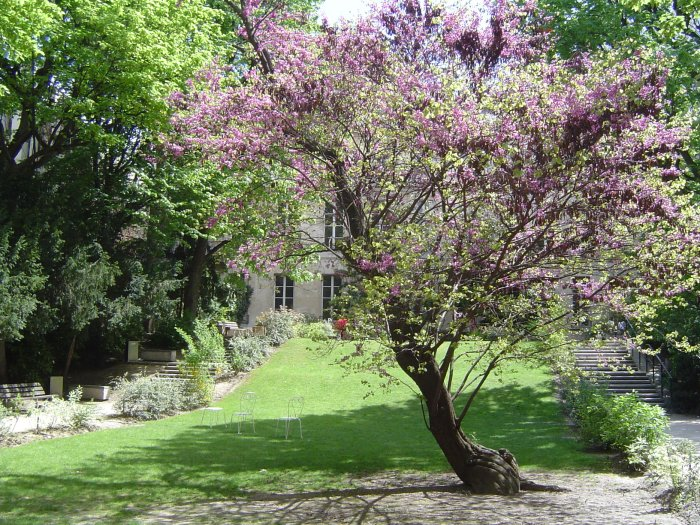
Сад Sciences Po, между улицами Сен-Гийом и Сен-Пере

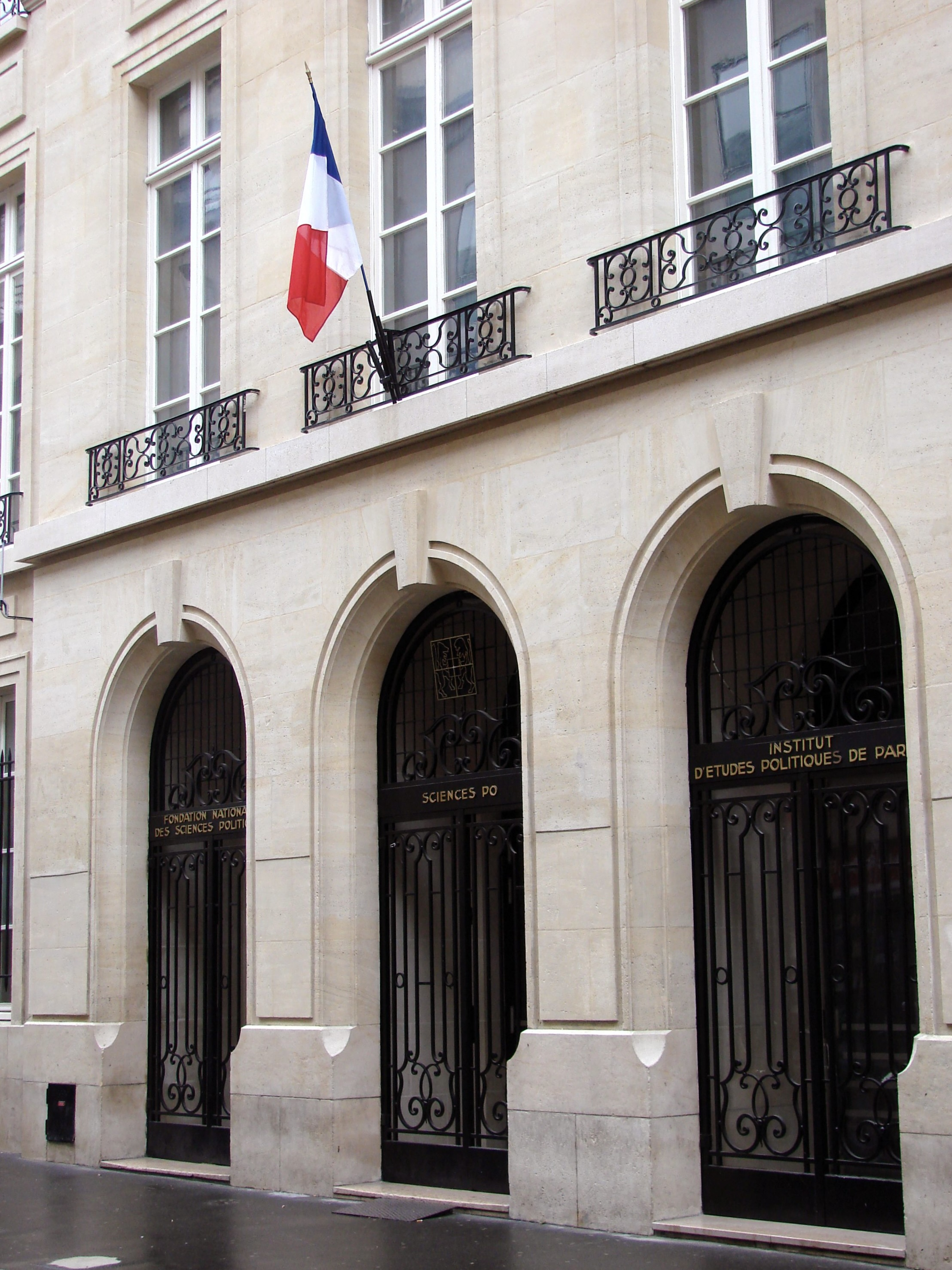
Вход в кампус на улице Сен-Гийом, 27

Sciences Po претерпел множество реформ в период ректорства Ришара Декуэна (1997—2012). Стали предлагаться многоязычные программы на французском, английском и других языках. Новые отделения института были открыты в Нанси, Дижоне, Пуатье, Ментоне и Гавре. Учебные программы были унифицированы с Болонским процессом.
Также проводятся реформы процесса приема студентов. Ранее в Sciences Po принимали студентов почти исключительно из элитных школ Франции (в основном финансируемых государством), но в марте 2001 года политика приема была расширена. С сентября 2002 года Sciences Po начал принимать малые партии студентов из некоторых школ, расположенных в экономически депрессивных пригородах Парижа на основе их успеваемости и 45-минутного собеседования. Реформа направлена на расширение социально-экономических характеристик студенчества, и несмотря на первоначальные противоречия, считается в настоящее время относительно успешной. Кроме того, Sciences Po представил альтернативный метод набора — так называемую procédure internationale — для иностранных студентов и студентов с иностранным происхождением, не готовых для сдачи французских письменных экзаменов. Sciences Po также принимает большой контингент студентов из-за рубежа без письменного экзамена.

### Рейтинги
В рейтинге высших учебных заведений THES 2006 года Sciences Po назвали 52-м из лучших университетов мира. В 2007 и 2008 годах институт не входил в данный рейтинг. В рейтинге QS World University 2010 года, Sciences Po занял 52-е место (по сравнению с 100-м в 2009 году) в области социальных наук и управления. В 2008 году Sciences Po, по данным рейтинга Mines ParisTech, занял 11-е место, ниже Оксфорда и выше Йеля, а в 2009 году занимает 15-е место. Рейтинг École des Mines de Paris основан на опросе руководителей 500 крупнейших транснациональных компаний о месте их обучения.
В рейтинге QS World University Rankings 2020 года Sciences Po занял 2-е место в мире в области политических наук и международных отношений, уступив только Гарварду.

## Библиотека и публикации

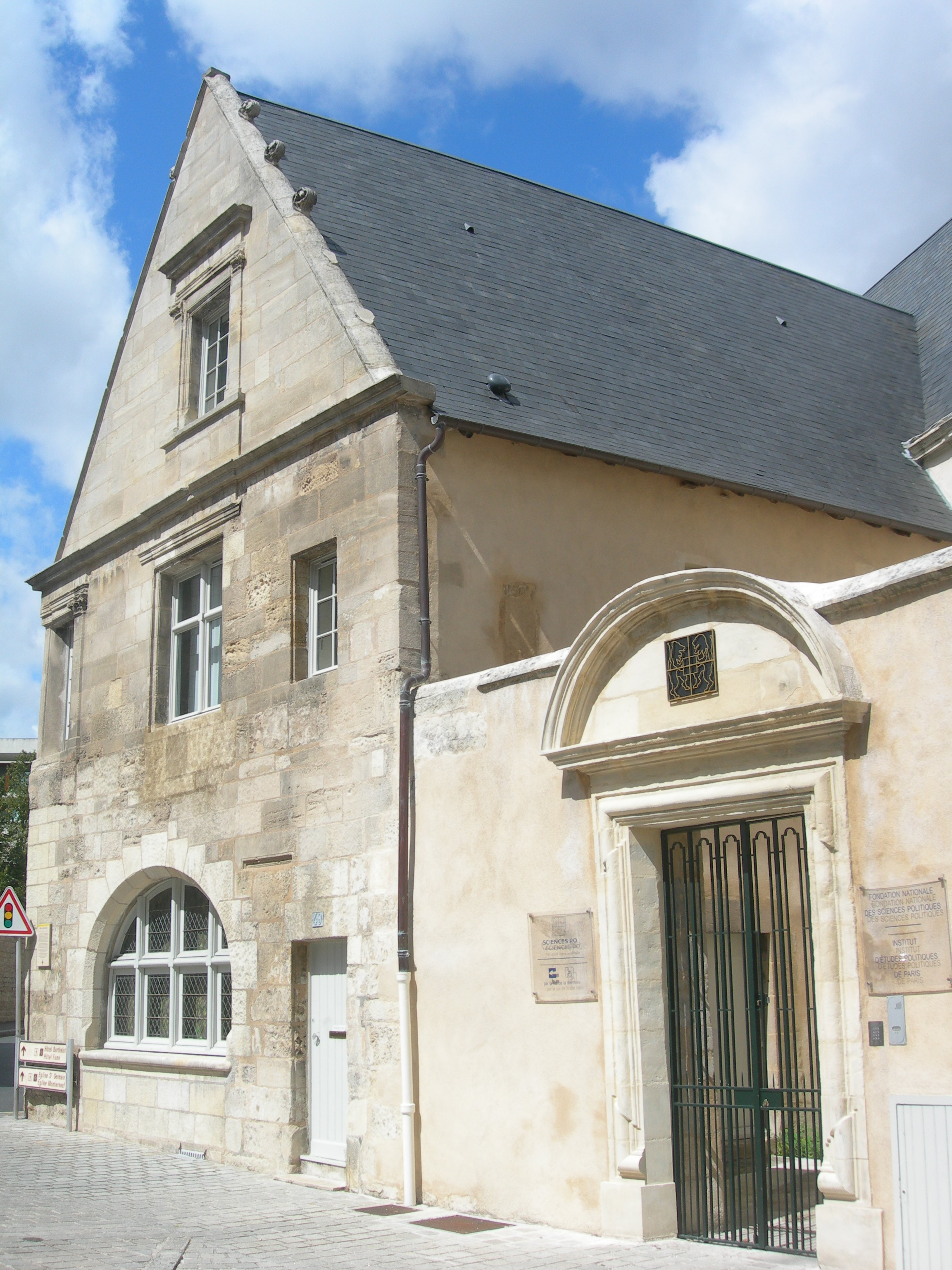
Один из кампусов института

### Библиотека
Ядром школы исследований является основанная в 1871 году библиотека, где размещено 650 000 книг о социальных науках и 4 500 журналов и ежегодных публикаций, хотя только примерно 1/15 часть из них доступна для всех студентов в любой момент времени. В библиотеке также находится Документальная служба, которая содержит 18 000 досье на широкий круг тем и индексирует около 10 000 статей из 1 200 периодических изданий каждый год. В 1982 году Национальное министерство образования создало здесь Библиотечный центр приобретения и распространения научной и технической информации в области политических наук, а с 1994 года библиотека наладила широкие связи с Национальной библиотекой Франции. Библиотека также главный французский партнёр в организации Международная библиография социальных наук, которая базируется в Лондонской школе экономики.

### Издательство
При институте есть собственное издательство (фр. Presses de Sciences-Po). В нём публикуются научные работы, связанные с социальными науками; оно является ведущим французским издательством в области государственной политики, международных отношений, политической истории, французского правительства и экономики. Оно публикует 6 французских научных журналов в области социальных наук, и имеет 900 наименований в каталоге, причём ежегодно добавляется 30 новых названий.

## Известные преподаватели и выпускники
«Rue Saint Guillaume» — журнал выпускников Sciences Po.
Среди выпускников и бывших сотрудников Sciences Po двадцать восемь глав государств и правительств, в частности, четыре французских президента (Жак Ширак, Франсуа Миттеран, Франсуа Олланд и Эмманюэль Макрон), тринадцать французских премьер-министров, двенадцать глав иностранных государств или правительств, а также бывший Генеральный секретарь Организации Объединённых Наций Бутрос Бутрос-Гали и бывший мэр Тулузы Доминик Боди. Почти каждый французский политик и дипломат посетил Sciences Po (с момента создания школы). Выпускница IEP Сюзанна Мартон инициировала создание правоголлистского студенческого движения Национальный межуниверситетский союз.
Некоторые французские студенты продолжают обучение в Национальной школе администрации, которое часто рассматривается как обязательная ступень перед приходом во французскую политику или дипломатию. Подавляющее большинство преподавателей и профессоров, работающих в Sciences Po, являются его выпускниками.